# Mons Vinogradov

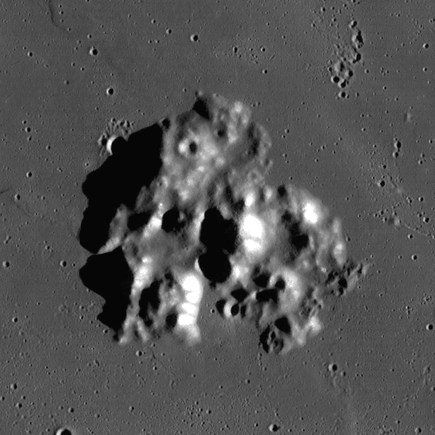
Mons Vinogradov

Le Mons Vinogradov (22,35, −32,52) est un relief lunaire nommé en l'honneur du scientifique soviétique Aleksandr Vinogradov. C'est un groupe de montagnes réunies sur une zone de 25 kilomètres vers la bordure sud-ouest de la Mer des Pluies.
| 1000 km Projection cylindrique équidistante Face cachée Face visible Face cachée -90° 0° 90° 0° 45° -45° |